# Darley Dale
Darley Dale (zuvor: Darley) ist eine englische Stadt (englisch Town) sowie eine Gemeinde (englisch Civil Parish). 
Sie liegt in der Mitte Englands im Westen der Region East Midlands in der Grafschaft Derbyshire etwa 25 km südlich von Sheffield. Etwa 7 km nordwestlich liegt Bakewell und keine 5 km südlich Matlock. Verbunden werden diese Nachbarstädte durch den Fluss Derwent, ein Nebenfluss des River Trent. Weitere Sehenswürdigkeiten in unmittelbaren Nähe sind Haddon Hall, der Nationalpark Peak District sowie das Beeley-Moor im Norden und das Stanton-Moor im Westen.

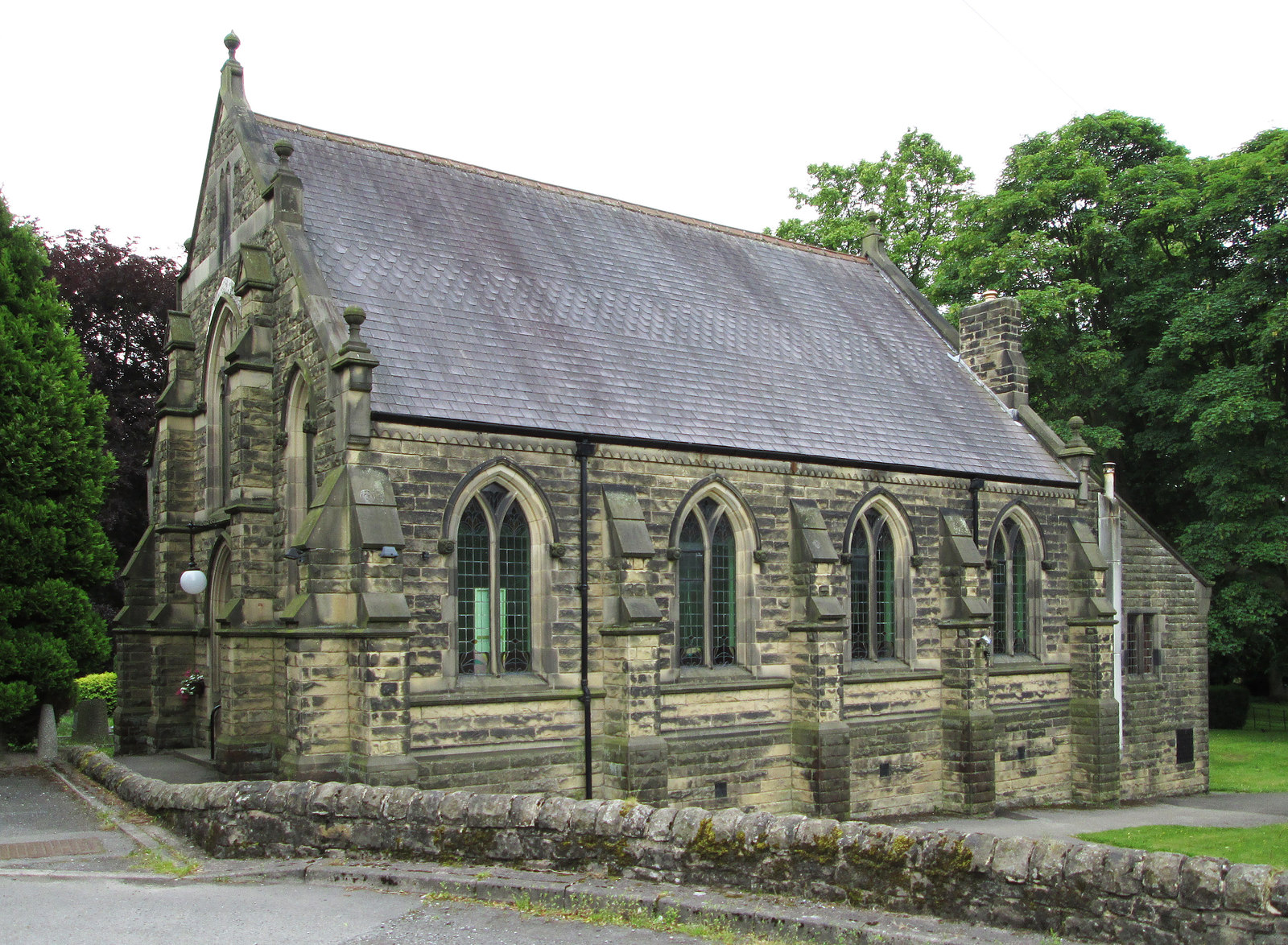
Methodistenkirche
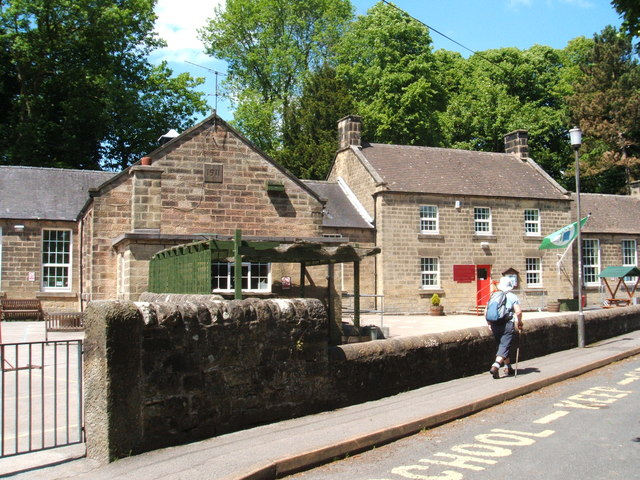
Grundschule
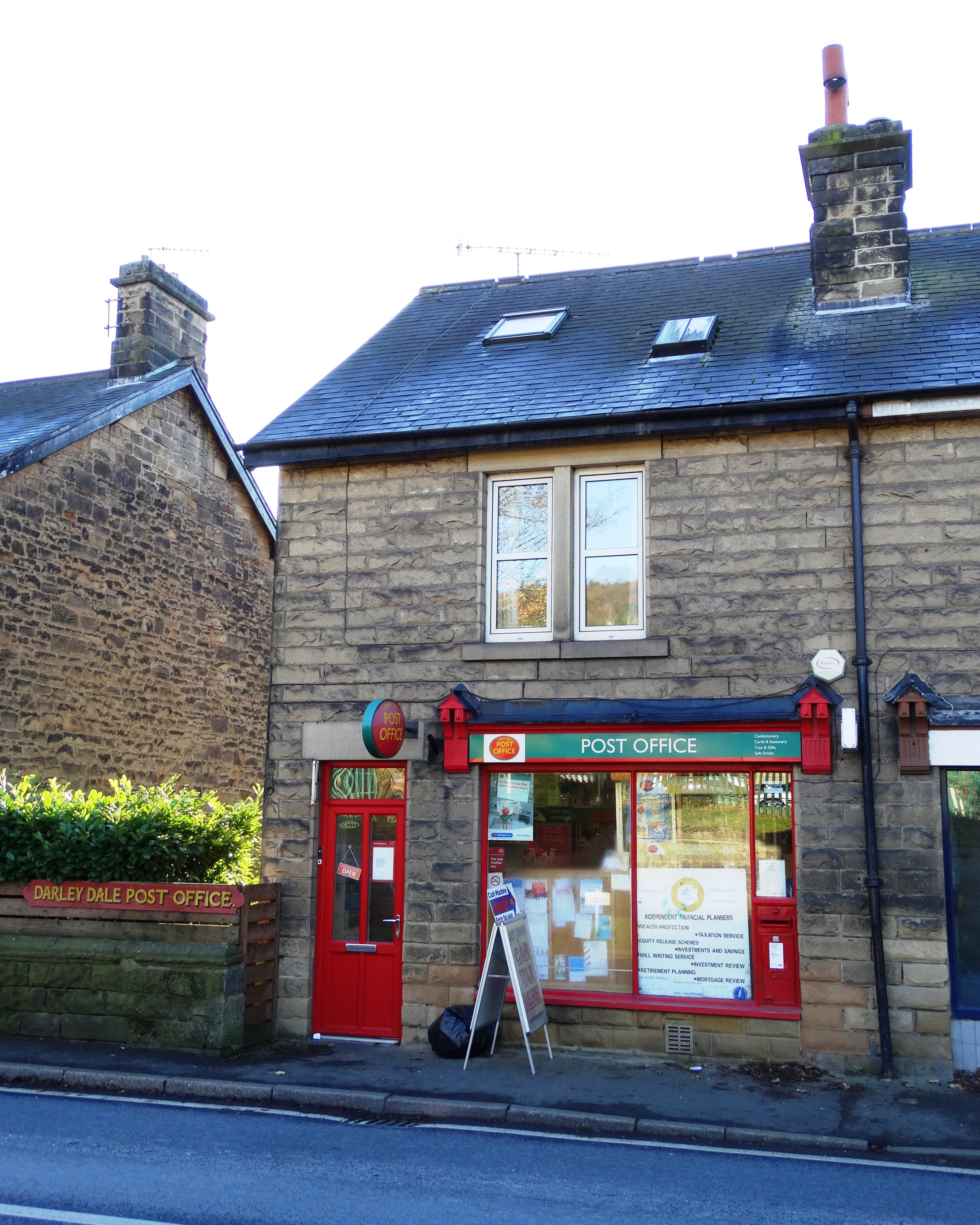
Postamt
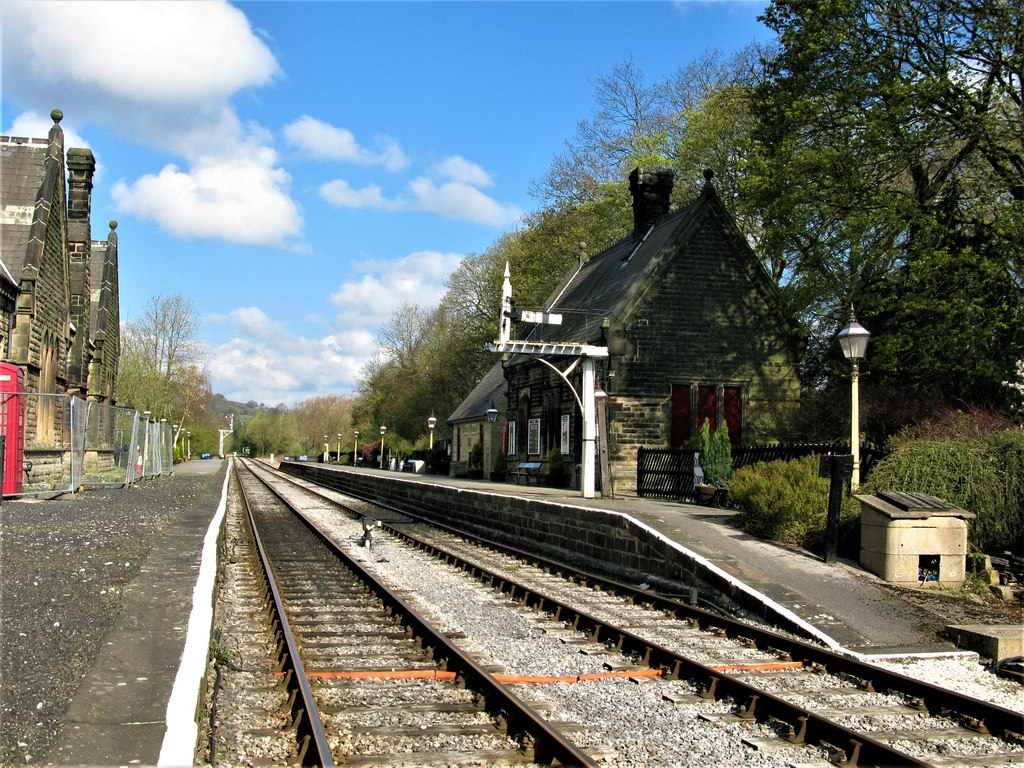
Bahnhof
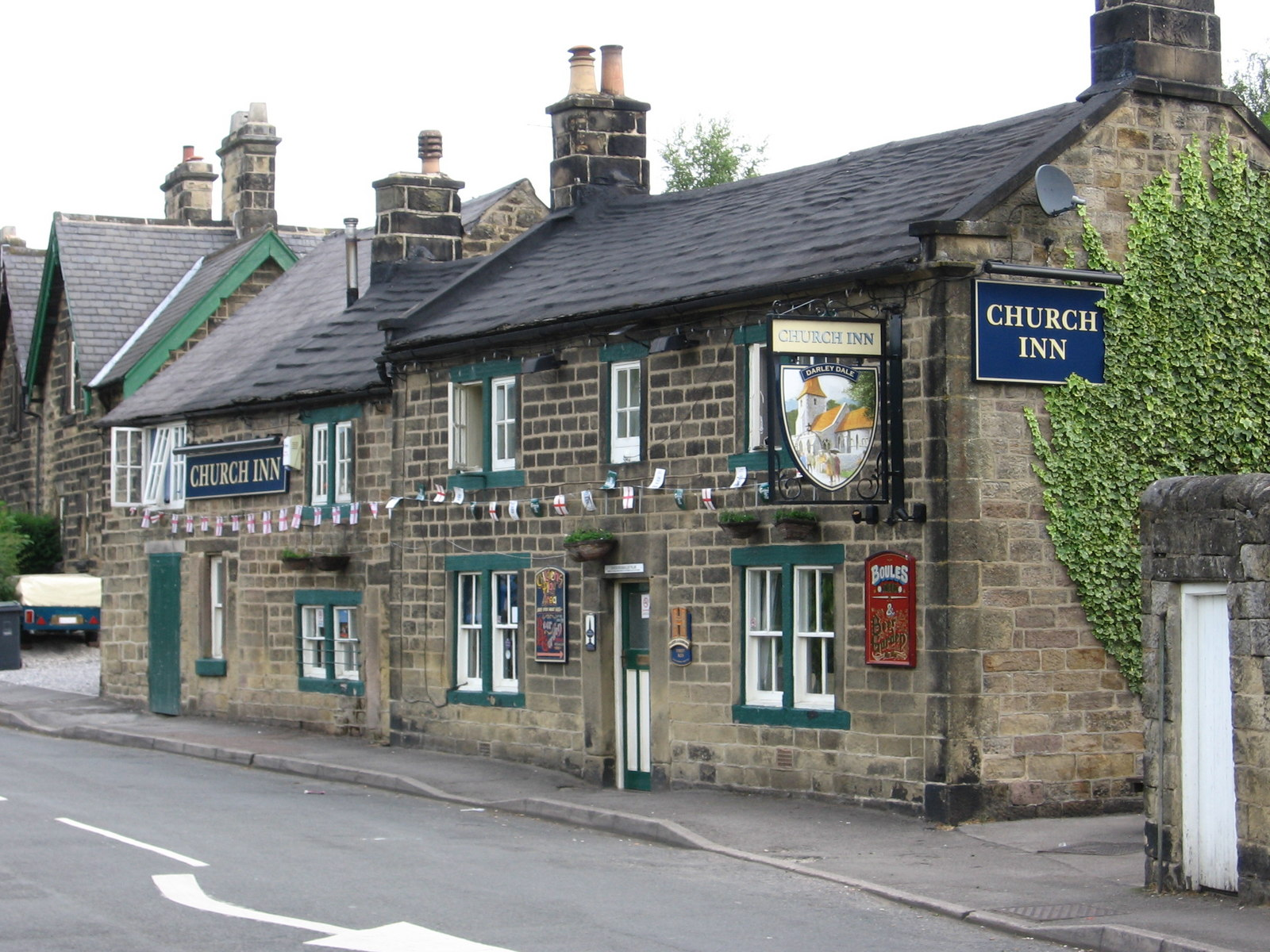
Pub
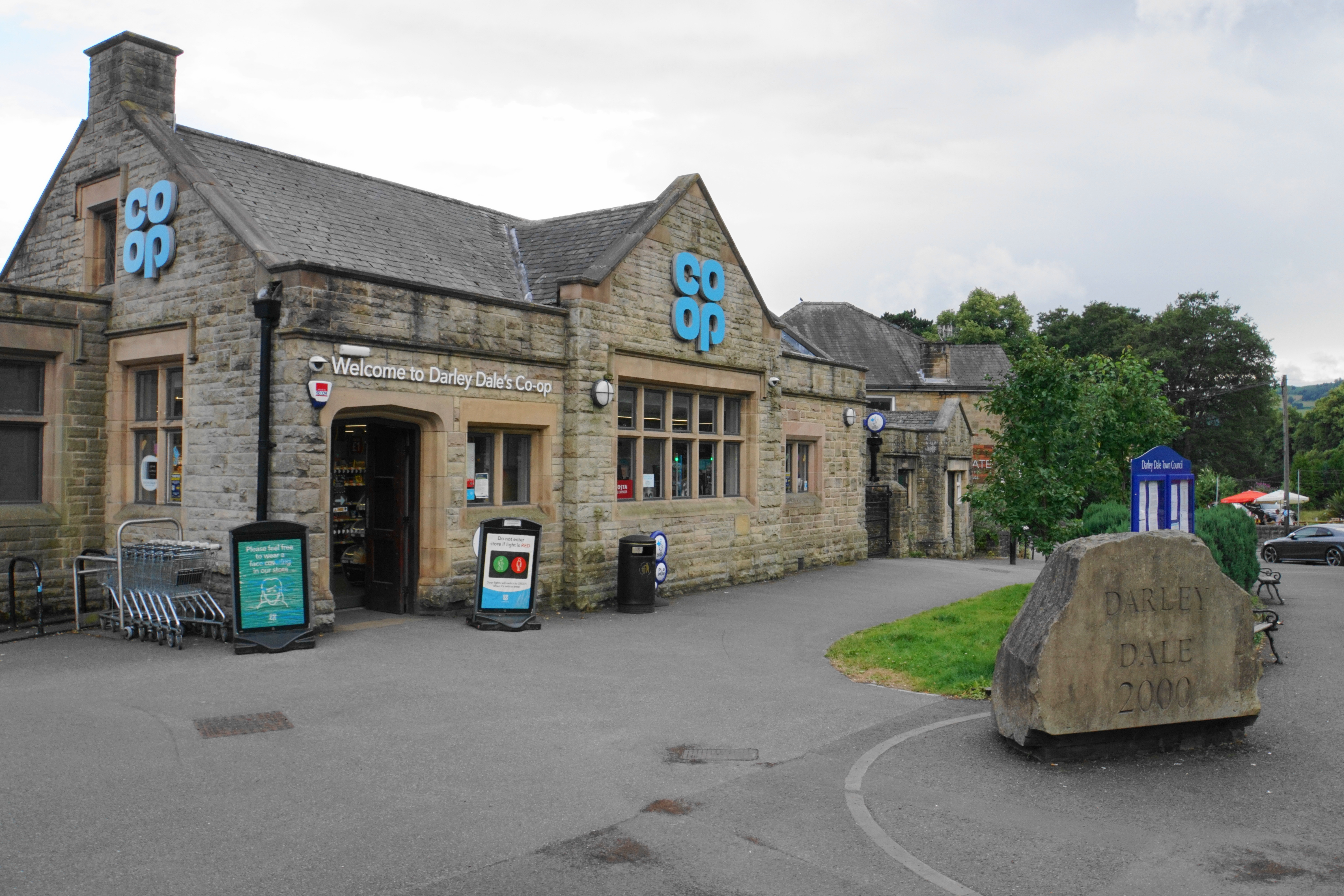
Supermarkt
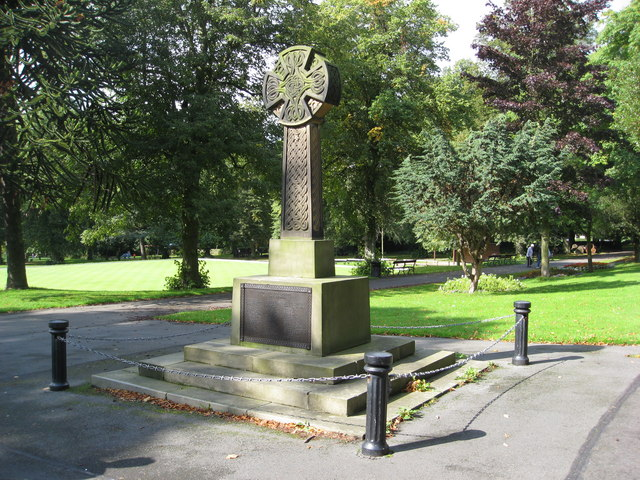
Kriegsdenkmal
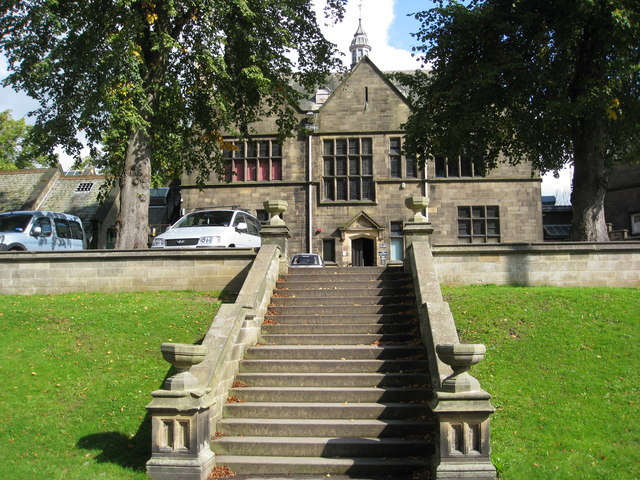
Whitworth-Institut
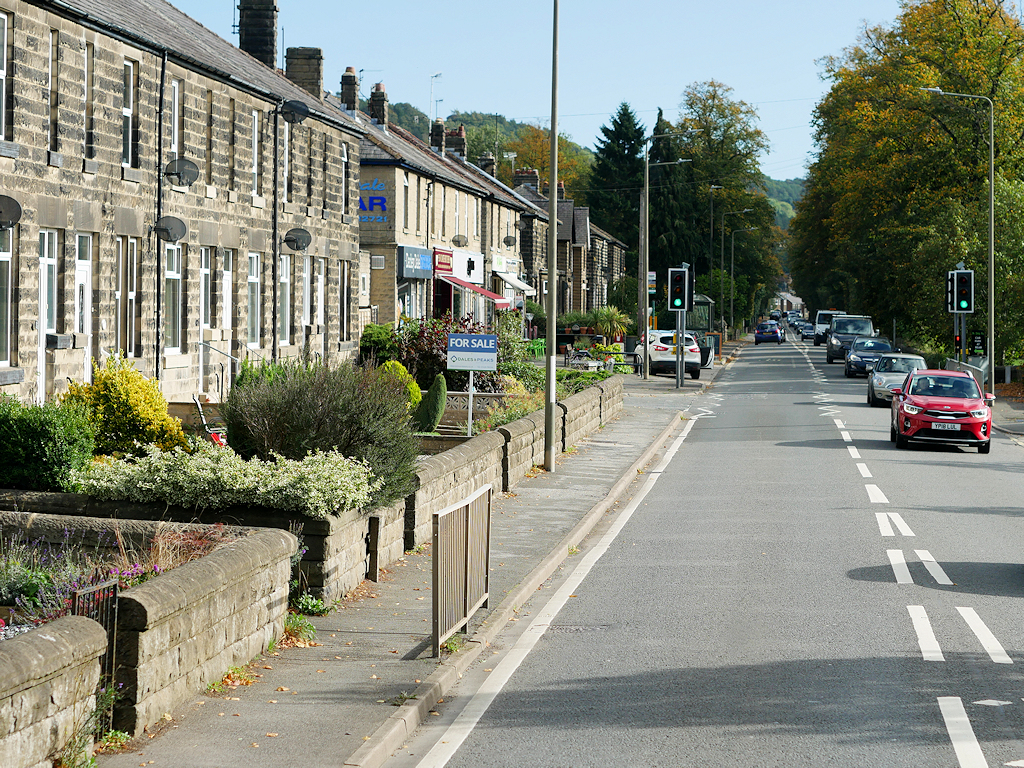
Häuserzeile